# Szlak Saara-Śląsk
Szlak Saara – Śląsk (niem. Saar-Schlesien Weg), długodystansowy szlak turystyczny wytyczony w latach 30. XX w. łączący Zagłębie Saary z Górnym Śląskiem.

## Zarys dziejów
W 1933 r. Związek Rzeszy Niemieckich Towarzystw Górskich i Wędrownych skupiający większość działających wówczas w Niemczech organizacji turystycznych zaproponował wytyczenie szlaku turystycznego łączącego zachodnie i wschodnie Niemcy. Początek i koniec szlaku wybrano nieprzypadkowo. Chodziło o połączenie dwóch niemieckich prowincji, do których po I wojnie światowej roszczenia terytorialne wysuwali sąsiedzi: Francja i Polska. Polityczny kontekst szlaku wzmacniało umieszczenie punktu końcowego na Górze Świętej Anny miejscu polsko-niemieckich walk podczas III powstania śląskiego. Szlak był oznaczony niebieskim krzyżem świętego Andrzeja na białym tle. Znakowaniem zajmowały się niemieckie towarzystwa górskie. Odcinki na Śląsku powstały w latach 1935–1937. Po II wojnie światowej szlak przestał istnieć. W 1954 r. Związek Rzeszy Niemieckich Towarzystw Górskich i Wędrownych postanowił go odnowić na terenie RFN w jego ówczesnych granicach. Na tym terenie istnieje on do dziś.

## Przebieg szlaku na Śląsku z podziałem na odcinki wyznakowane przez poszczególne organizacje
Towarzystwo Karkonoskie: Wilka – Zawidów – Miedziane – Grabiszyce – Leśna – Kolonia Świecie – Wolimierz – Pobiedna – Czerniawa-Zdrój – Smrek – Stóg Izerski – Hala Izerska – Wysoki Kamień – Szklarska Poręba Górna – Wodospad Kamieńczyka – Szrenica – główny grzbiet Karkonoszy – Przełęcz Okraj – Jarkowice – Bukówka – Lubawka – Ulanowice (Lubawka) – Chełmsko Śląskie – Mieroszów.
Wałbrzyska Federacja Górska: Mieroszów – Jatki – Sokołowsko – schronisko Andrzejówka – Rybnica Leśna – Przełęcz pod Borową – Jedlina-Zdrój – Niedźwiedzica – Zagórze Śląskie
Świdnickie Towarzystwo Górskie: Zagórze Śląskie – Zamek Grodno – zapora w Lubachowie – Glinno – Przełęcz Walimska
Federacja Towarzystw Górskich przy Sowie: Przełęcz Walimska – Wielka Sowa – grzbiet Gór Sowich – Srebrna Góra
Kłodzkie Towarzystwo Górskie: Srebrna Góra – Czeski Las – Nowa Wieś Kłodzka – Dębówka – Słupiec – Góra Wszystkich Świętych – Góra Świętej Anny – Sarny – Radków – Szczeliniec Wielki – Karłów – Błędne Skały – Leśna – Zamek Homole – Kozia Hala – Orlica – Zieleniec – Lasówka – Spalona – Przełęcz nad Porębą – Jedlnik – Długopole-Zdrój – Wilkanów – Maria Śnieżna – Międzygórze – Śnieżnik – Bolesławów – Goszów – Lądek-Zdrój – Borówkowa.
Śląskie Sudeckie Towarzystwo Górskie: Borówkowa – Jawornik Wielki – Złoty Jar – Złoty Stok – Paczków – Jasienica Dolna – Jezioro Otmuchowskie – Otmuchów – Wójcice – Głębinów – Nysa – Biała Nyska – Morów – Kamienna Góra – Biskupów – Głuchołazy – Góra Parkowa – Konradów – Jarnołtówek – Pokrzywna – Biskupia Kopa – Dębowiec – Prudnik.
W Prudniku następowała przerwa w szlaku aż do Kędzierzyna. Ostatni odcinek miał przebieg: Kędzierzyn – Łąki Kozielskie – Leśnica – Góra Świętej Anny.
Oprócz głównego szlaku wyznaczono także szlaki dojściowe oznaczone czerwonym krzyżem św. Andrzeja:
- 1. Szczawno-Zdrój – Chełmiec – Boguszów – Kuźnice Świdnickie – Rybnica Leśna – schronisko Andrzejówka,
- 2. Ślęża – Zagórze Śląskie
- 3. Broumov – Mieroszów. Ten odcinek powstał w 1939 r. po przyłączeniu czeskich Sudetów do Niemiec.